# Dragon – historien om Bruce Lee
Dragon – historien om Bruce Lee (engelska: Dragon – The Bruce Lee Story) är en amerikansk långfilm från 1993 i regi av Rob Cohen, med Jason Scott Lee, Lauren Holly, Robert Wagner och Michael Learned i rollerna. Filmen är en biografi om Bruce Lee.

## Rollista
| Jason Scott Lee    | – Bruce Lee      |
| Lauren Holly       | – Linda Lee      |
| Robert Wagner      | – Bill Krieger   |
| Michael Learned    | – Vivian Emery   |
| Nancy Kwan         | – Gussie Yang    |
| Kay-tong Lim       | – Philip Tan     |
| Ric Young          | – Bruce's Father |
| Luoyong Wang       | – Yip Man        |
| Sterling Macer Jr. | – Jerome Sprout  |
| Sven-Ole Thorsen   | – The Demon      |
| Ong Soo Han        | – Luke Sun       |